# سیارک ۹۶۹۰
سیارک ۹۶۹۰ (به انگلیسی: 9690 Houtgast، نامگذاری:6039P-L) نه هزار و ششصد و نودمین سیارک کشف شده‌است که در ۲۴ سپتامبر ۱۹۶۰ کشف شد.
قدر مطلق سیارک برابر ۱۳٫۱۰ است.